# 長谷川橋介
長谷川橋介（？—1573年1月25日），是日本戰國時代武將。長谷川與次的弟弟，長谷川秀一的叔父（『張州雜志』）。別稱右近。

## 生平
以小姓身份仕於織田信長。在天文21年（1552年）信長與山口教吉戰鬥的赤塚之戰中以先陣的足輕身份出戰（『信長公記』）。在永祿年間成為赤母衣眾（『高木文書」，名字被記作長谷川橋助）。
在永祿3年（1560年）的桶狹間之戰中，於信長夜間行軍開始時就與岩室重休、佐脇良之、山口飛驒守、加藤彌三郎一同前行。在永祿12年（1569年）的大河內城之戰中與佐脇等人一同成為尺限廻番眾。（『信長公記』）
後來因為觸怒信長而與佐脇、山口、加藤一同離開織田家並投靠德川家康。此時的待遇不明，在元龜3年12月22日（1573年1月25日）的三方原之戰中與佐脇、山口、加藤一同被討死。（『信長公記』）
根據『甫庵信長記』記載，在信長謀殺弟弟信行（信勝）之際，是最初開始斬殺的三人中的其中一人（山口飛驒守、長谷川橋介、川尻青貝三人首先拔刀斬殺，信行逃往土田御前之下，但是被池田恒興捕獲並遭刺死），但是在『信長公記』中並無此記載，因此無法確認真假（『信長公記』中記載是河尻青貝，被認為是河尻秀隆和青貝（不詳）二人）。亦有說法指這是誤解。
兒子四郎左衛門返回尾張並仕於長谷川秀一（『士林泝洄』）。

## 登場作品
影視劇
- THE LEGEND & BUTTERFLY（2023年、東映、演：REINI）